# Philip José Farmer
Philip José Farmer (North Terre Haute (Indiana), 26 januari 1918 - Peoria (Illinois), 25 februari 2009) was een Amerikaanse schrijver van onder andere sciencefiction.

## Biografie
Met zijn eerste sciencefictionverhaal, dat in 1952 gepubliceerd werd, maakte hij direct een grote indruk bij de lezers en vooral ook bij zijn collega SF-schrijvers. Dat verhaal, The Lovers, bezorgde hem een jaar later een Hugo Award. In de vele jaren daarna schreef Farmer nog eens ruim honderd korte verhalen en ruim zeventig romans. De bekendste hiervan zijn ongetwijfeld de Riverworld-boeken, beginnend met To Your Scattered Bodies Go uit 1972 (in het Nederlands als De Rivierplaneet). Voor deze roman ontving hij opnieuw een Hugo Award. Er zijn nog vier vervolgdelen en een aantal korte verhalen in de Riverworld-serie. De eerste twee delen zijn verfilmd als Riverworld (2003).
Andere bekende werken zijn de zes romans in de World of Tiers serie, waarvan de eerste drie ook in het Nederlands zijn vertaald, de driedelige Dayworld serie en ook de roman Venus on the Half-Shell (1975), zogenaamd geschreven door Kilgore Trout, een fictief persoon uit de romans van Kurt Vonnegut. Met zijn The other log of Phileas Fogg (1973) schreef Farmer tevens een herwerking van Jules Vernes Reis rond de wereld in tachtig dagen.
Veel van Farmers werk bevat onderwerpen als relaties en seks tussen mens en buitenaardse wezens en geloof. Sommige romans werden, toen ze uitkwamen, in Amerika als pornografisch betiteld. Twee hiervan zijn ook in het Nederlands verschenen in pocket bij uitgeverij Bruna: De beeltenis van het beest en De belustheid van het beest.
Philip José Farmer overleed begin 2009 op 91-jarige leeftijd.

### Familie

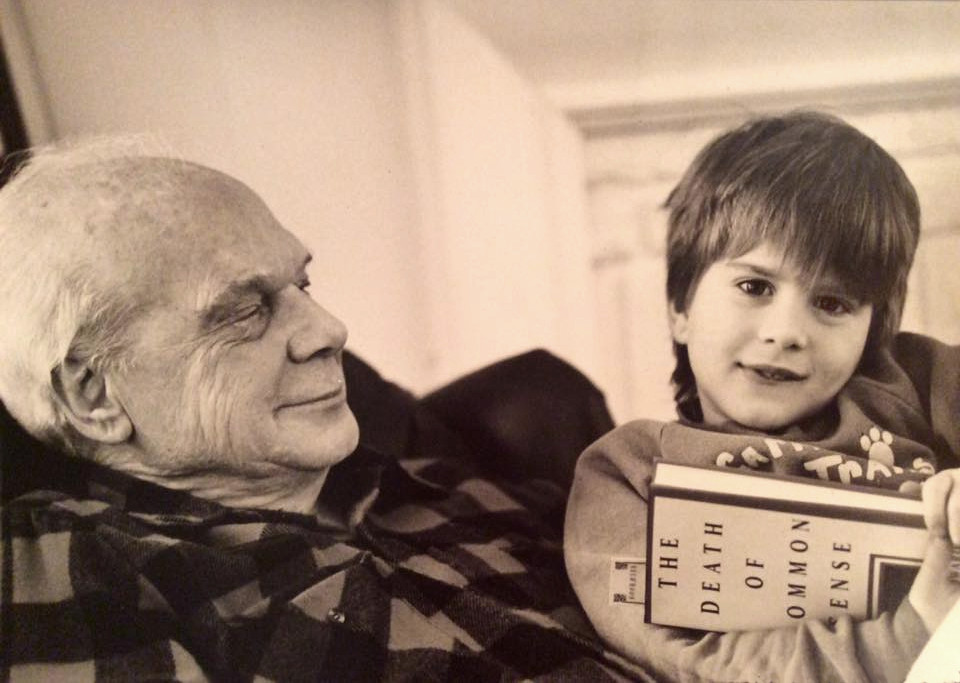
Farmer met een achterkleinzoon in 1995

Farmer trouwde in 1941 met Bette en samen kregen ze twee kinderen. Bij zijn overlijden, Bette overleed in hetzelfde jaar juni 2009, liet Farmer twee kinderen, vijf kleinkinderen en zes achterkleinkinderen na.

## Belangrijkste prijzen
- Hugo Award
  - The Lovers (1953) - new author
  - Riders of the Purple Wage (1968) - novella
  - To Your Scattered Bodies Go (1972) - novel
- Damon Knight Memorial Grand Master Award (2001) - lifetime achievement
- World Fantasy Award (2001) - life achievement